# کلارا کیمبل یانگ
کلارا کیمبل یانگ (انگلیسی: Clara Kimball Young؛ ۶ سپتامبر ۱۸۹۰ – ۱۵ اکتبر ۱۹۶۰) بازیگر اهل ایالات متحده آمریکا بود.
از فیلم‌هایی که وی در آن نقش داشته‌است، می‌توان به جوانان مبارز و راه گریزی ندارم اشاره کرد.

## نگارخانه

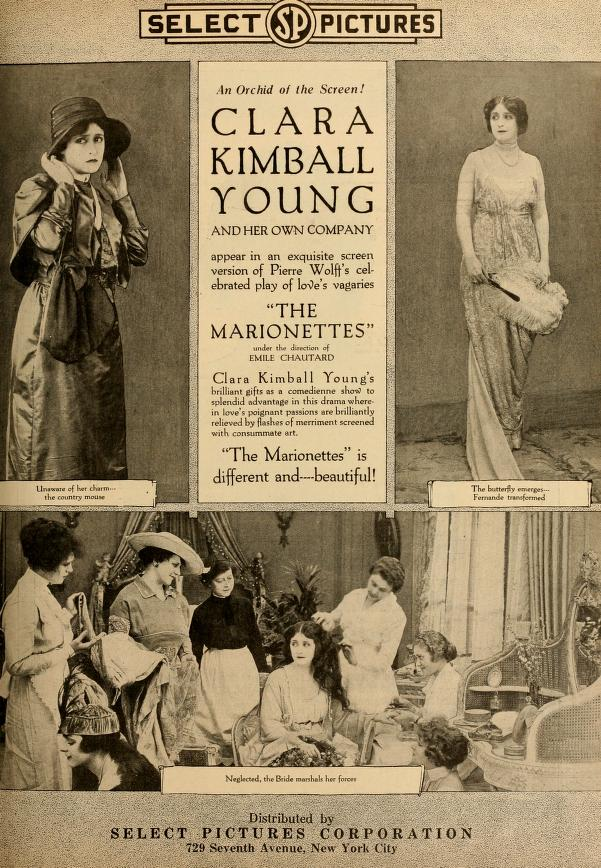
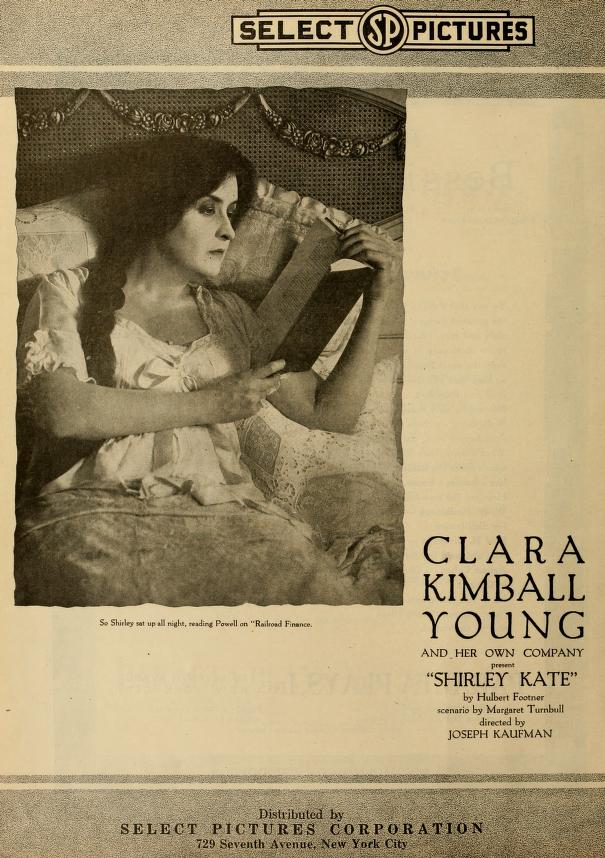